# 林愛子
林 愛子（はやし あいこ、1993年11月17日 - ）は、日本のアーティスティックスイミング選手。芦屋大学卒業。

## 経歴
3歳からバレエを習い始め、小学２年生のときにシンクロナイズドスイミング（当時）を始めた。大阪薫英女学院高校から芦屋大学へ進学し、教育心理学を学んだ。卒業論文のテーマは「シンクロナイズドスイミング」だったという。現在は、井村アーティスティックスイミングクラブでコーチをしている。
2015年世界水泳選手権で3位、2016年リオデジャネイロオリンピックでチームで銅メダルを獲得。

## 主な戦績
- 2011年 アジアエージ大会（ジャカルタ） チーム1位 フリーコンビネーション1位
- 2014年 スイスオープン シニアの部 デュエット1位
- 2015年 世界選手権大会（カザン） チームフリー3位 フリーコンビネーション3位
- 2016年 リオデジャネイロオリンピック チーム3位
- 2017年 世界選手権大会（ブダペスト） チームフリー4位